# Németh Júlia (labdarúgó)
Németh Júlia (Veszprém, 1991. október 4. –) válogatott magyar labdarúgó, kapus. 13 évig a Ferencvárosi TC labdarúgója, jelenleg utánpótlás edzője.

## Pályafutása

### Klubcsapatban
2008-ban szerződött a Ferencvárosi TC-hez
2019-ben fejezte be pályafutását

### A válogatottban
2010 óta 14 alkalommal szerepelt a válogatottban. 

### Edzőként
Jelenleg az FTC U16-os korosztályának edzője.

## Sikerei, díjai
- Magyar bajnokság
  - 3.: 2008–09
- Magyar kupa
  - győztes: 2017–18
  - döntős: 2010

## Statisztika

### Mérkőzései a válogatottban
| Magyarország | Magyarország       | Magyarország                    | Magyarország  | Magyarország | Magyarország            | Magyarország | Magyarország | Magyarország |
| #            | Dátum              | Helyszín                        | Hazai         | Eredmény     | Vendég                  | Kiírás       | Gólok        | Esemény      |
| ------------ | ------------------ | ------------------------------- | ------------- | ------------ | ----------------------- | ------------ | ------------ | ------------ |
| 1.           | 2010. november 26. | Győr, ETO Park                  | Magyarország  | 3 – 4        | Csehország              | barátságos   | -            | 59'          |
| 2.           | 2013. március 13.  | Parchal (POR)                   | Magyarország  | 1 – 4        | Izland                  | Algarve-kupa | -            | 80' 82'      |
| 3.           | 2013. április 17.  | Belatinc                        | Szlovénia     | 1 – 4        | Magyarország            | barátságos   | -            | 86'          |
| 4.           | 2013. június 2.    | Lipót                           | Magyarország  | 2 – 1        | Wales                   | barátságos   | -            |              |
| 5.           | 2013. október 31.  | Budapest, Bozsik József Stadion | Magyarország  | 4 – 0        | Bulgária                | vb-selejtező | -            |              |
| 6.           | 2013. november 23. | Győr, ETO Park                  | Magyarország  | 4 – 1        | Kazahsztán              | vb-selejtező | -            |              |
| 7.           | 2014. március 7.   | Umag                            | Horvátország  | 2 – 2        | Magyarország            | Isztria-kupa | -            |              |
| 8.           | 2014. március 9.   | Umag (CRO)                      | Magyarország  | 4 – 0        | Egyesült Államok (liga) | Isztria-kupa | -            | 46'          |
| 9.           | 2014. március 11.  | Umag (CRO)                      | Lengyelország | 1 – 4        | Magyarország            | Isztria-kupa | -            | 46'          |
| 10.          | 2014. április 5.   | Győr, ETO Park                  | Magyarország  | 0 – 4        | Finnország              | vb-selejtező | -            |              |
| 11.          | 2014. április 10.  | Helsinki                        | Finnország    | 4 – 0        | Magyarország            | vb-selejtező | -            |              |
| 12.          | 2014. augusztus 3. | Balatonfüred                    | Magyarország  | 1 – 2        | Románia                 | Balaton-kupa | -            |              |
| 13.          | 2015. február 11.  | Lipót                           | Magyarország  | 2 – 7        | Lengyelország           | barátságos   | -            |              |
| 14.          | 2017. július 30.   | Balatonfüred                    | Magyarország  | 3 – 2        | Románia                 | Balaton-kupa | -            |              |
|              | Összesen           |                                 |               | 14           | mérkőzés                |              | 0            | gól          |